# Glaphyra kojimai
Glaphyra kojimai là một loài bọ cánh cứng trong họ Cerambycidae.